# Соболевский, Степан Герасимович
Степан Герасимович Соболевский (?—1847) — генерал-лейтенант, участник войн против Наполеона.
В военную службу вступил в 1804 году.
В 1806—1811 годах принимал участие в кампании против турок на Дунае, в 1810 году награждён орденом св. Анны 4-й степени, а 26 декабря 1811 года получил золотую шпагу с надписью «За храбрость».
В 1812—1814 годах Соболевский в рядах 7-го егерского полка принимал участие в Отечественной войне и последующих Заграничных походах, за отличие произведён в подполковники и 18 марта 1814 года награждён орденом св. Георгия 4-й степени (№ 2888 по кавалерскому списку Григоровича — Степанова)
За отличие при взятии Парижа.
В том же 1814 году он получил орден св. Анны 2-й степени, в 1815 году прусский король наградил Соболевского орденом «Pour le Mérite», а в 1816 году он получил алмазные знаки к ордену св. Анны 2-й степени.
29 мая 1819 года Соболевский был назначен командиром Таврического гренадерского полка и 12 декабря того же года произведён в полковники.
В 1826 году он был награждён орденом св. Владимира 3-й степени. 29 сентября 1828 года произведён в генерал-майоры.
В 1831 году Соболевский находился в Польше, где неоднократно был в сражениях с повстанцами, был награждён польским знаком отличия за военное достоинство (Virtuti Militari) 2-й степени.
18 апреля 1837 года Соболевский получил чин генерал-лейтенанта с назначением на должность начальника 13-й пехотной дивизии. В 1839 году награждён орденом св. Станислава 1-й степени.
В 1846 году Соболевский вышел в отставку и скончался в 1847 году.